# 1089 (число)
1089 (одна тисяча вісімдесят дев'ять) — натуральне число, розташоване між числами 1088 і 1090. Воно не є простим числом, а відносно послідовності простих чисел розташоване між 1087 і 1091. Властивостям числа 1089 присвячена книга англійського математика Девіда Ачесона.

## Арифметичні властивості
Число 1089 є непарним натуральним числом, яке можна подати у вигляді такого добутку простих чисел 3×3×11×11. Якщо помножити його на 9, то отриманий результат у десятковій позиційній системі дорівнюватиме запису його цифр у зворотному порядку:
Ця властивість для числа 1089 не унікальна. Її мають також числа 10 989, 109 989, 1 099 989 і так далі. У більш загальному вигляді для володіння цією властивістю потрібна присутність дев'ятки перед першою вісімкою в десятковому записі.

Число 1089 є квадратом числа 33 і може бути представлене, як така різниця квадратів:
У множині двозначних чисел ця властивість є унікальною.

Якщо записати у зворотному порядку цифри будь-якого тризначного числа з різними цифрами {\displaystyle n}, , потім отримане число відняти від {\displaystyle n} і додати до результату його зворотний запис — то відповідь завжди дорівнюватиме 1089. Наприклад, {\displaystyle n=623}, його зворотний запис дорівнює {\displaystyle n=326}:
Дріб, обернений до числа 1089 є періодичним {\displaystyle {\frac {1}{1089}}=0,000918273645546372819100091...}